# Рудольф Грамліх
Рудольф Грамліх (нім. Rudolf Gramlich, 6 червня 1908, Франкфурт-на-Майні — 14 березня 1988, там само) — німецький футболіст, що грав на позиції півзахисника, зокрема, за клуб «Айнтрахт», а також національну збірну Німеччини. По завершенні ігрової кар'єри — тренер.

## Клубна кар'єра
У футболі дебютував 1926 року виступами за команду «Боруссія» (Франкфурт), в якій провів три сезони. 
Своєю грою за цю команду привернув увагу представників тренерського штабу клубу «Айнтрахт», до складу якого приєднався 1929 року. Відіграв за франкфуртський клуб наступні десять сезонів своєї ігрової кар'єри.
Завершив професійну ігрову кар'єру у клубі «Айнтрахт», у складі якого вже виступав раніше. Прийшов до команди 1943 року, захищав її кольори до припинення виступів на професійному рівні у 1944.

## Виступи за збірну
1931 року дебютував в офіційних матчах у складі національної збірної Німеччини. Протягом кар'єри у національній команді, яка тривала 6 років, провів у її формі 22 матчі.
У складі збірної був учасником чемпіонату світу 1934 року в Італії, де зіграв лише в одному матчі зі Швецією (2-1).
Учасник футбольного турніру на Олімпійських іграх 1936 року у Берліні.

## Поза полем
У 1939-40 рр. був членом полку смертників Ваффен-СС і підозрювався в причетності до військових злочинів. Після війни він був арештований і відданий під суд, але в 1947 році за відсутністю доказів, класифікованих як недостатньо обтяжених, звільнений з-під варти. 

## Кар'єра тренера
Розпочав тренерську кар'єру, повернувшись до футболу після невеликої перерви, 1951 року, очоливши тренерський штаб клубу «Дармштадт 98». Досвід тренерської роботи обмежився цим клубом.
Помер 14 березня 1988 року на 80-му році життя.

## Титули і досягнення
- Бронзовий призер чемпіонату світу: 1934